# Flughafen Oruro

i7
i11
i13
Der Flughafen Oruro (auch Aeropuerto Juan Mendoza, IATA-Code: ORU, ICAO-Code: SLOR) ist ein internationaler Flughafen im Hochland Boliviens in der Stadt Oruro. Er liegt im östlichen Teil der Stadt auf einer Höhe von 3708 m über dem Meer. Mit Stand 2021 gibt es Flüge nach Cochabamba und Santa Cruz.

## Geschichte
Benannt wurde der Flughafen nach Juan Mendoza, dem Piloten, der am 21. September 1921 als erster auf bolivianischem Gebiet, in der Nähe von Oruro, landete. Im Jahr 1930 wurden Flüge nach Cochabamba aufgenommen. Der Flughafen wurde jedoch erst 1942 eingeweiht. Nachdem die Start- und Landebahn erweitert und das Flughafenterminal erneuert wurde, wurde der Flugbetrieb im Jahr 2013 wieder aufgenommen. Seitdem hat er den Status eines internationalen Flughafens, ohne jedoch über internationale Flugverbindungen zu verfügen. Nach der Wiedereröffnung des Flughafens wurde dieser zunächst nach dem damaligen Präsidenten Evo Morales benannt; dagegen regten sich Proteste, die schließlich dazu führten, dass der Flughafen wieder den ursprünglichen Namen „Juan Mendoza“ bekam.

## Zwischenfälle
- Am 18. März 1957 kollidierte eine Douglas DC-3/C-53 der Lloyd Aéreo Boliviano (Luftfahrzeugkennzeichen CP-535) nahe Sayari (Departamento Cochabamba) mit einem Berg. Das Flugzeug befand sich auf dem Weg von Cochabamba nach Oruro, als es 66 Kilometer nordöstlich des Zielflughafens verunglückte. Alle 19 Insassen starben.[3]